# Outlook.com
Outlook.com — служба вебпошти від Microsoft, яка з часом має замінити собою Hotmail.
Пошта Outlook.com почала роботу 31 липня 2012 року. Її особливості — інтерфейс в стилі Windows 8, можливість перегляду «всередині» листа фотографій, відео та документів, автоматичне сортування листів за папками, а також інтеграція зі Skype і з файлосховищем SkyDrive (туди можна помістити «важкі» файли, що пересилаються).
За першу добу роботи пошта Outlook.com набрала мільйон передплатників. Позначку в двадцять п'ять мільйонів реєстрацій сервіс подолав в кінці листопада 2012. Тоді ж Microsoft оголосила про вихід застосунка Outlook.com для мобільної платформи Android.
Починаючи з листопада 2012 Microsoft почав розсилати користувачам Hotmail листи-запрошення, а також показувати в пошті рекламу Outlook.com. Перехід на нову пошту залишається добровільним, але при цьому мета Microsoft — перевести в Outlook.com всіх користувачів Hotmail. Виконавши перехід, користувачі Hotmail зможуть зберегти колишню адресу, а також перенести в нову пошту листи і адресну книгу.

## Виноски
1. ↑  Outlook.com Site Info. Alexa Internet. Архів оригіналу за 21 березня 2016. Процитовано 13 листопада 2012. [Архівовано 21 березня 2016 у Wayback Machine.]
2. ↑  Microsoft starts to push Hotmail users to Outlook.com, hints at future Mac client. Архів оригіналу за 9 грудня 2012. Процитовано 11 грудня 2012.